# Fedrick Dacres
Fedrick Dacres (* 28. Februar 1994 in Kingston) ist ein jamaikanischer Leichtathlet, der sich auf den Diskuswurf spezialisiert hat. Er ist Inhaber des Landesrekordes und 2019 wurde er in dieser Disziplin Vizeweltmeister, 2018 siegte er bei den Commonwealth Games und zudem sicherte sich zwei Titel bei den Panamerikanischen Spielen und wurde einmal NACAC-Meister, womit er der erfolgreichste jamaikanische Diskuswerfer ist.

## Sportliche Laufbahn
Erste internationale Erfahrungen sammelte Fedrick Dacres bei den CARIFTA-Games 2010 in George Town, bei denen er mit neuem Meisterschaftsrekord von 52,99 m die Goldmedaille gewann. Anschließend gewann er bei den Zentralamerika- und Karibikjuniorenmeisterschaften (CAC) in Santo Domingo mit 47,88 m die Silbermedaille. Bei den erstmals ausgetragenen Olympischen Jugendspielen in Singapur belegte er im B-Finale mit 54,79 m den zweiten Platz. 2011 siegte er bei den Jugendweltmeisterschaften in Lille mit 67,05 m und daraufhin gewann er bei den Panamerikanischen-Juniorenmeisterschaften in Miramar mit 57,24 m Bronze. Bei den CARIFTA-Games 2012 in Hamilton gewann er mit 58,57 m Gold, wie auch bei den CAC-Juniorenmeisterschaften in San Salvador, bei denen er den Diskus auf 59,99 m beförderte. Anschließend siegte er auch bei den Juniorenweltmeisterschaften in Barcelona mit 62,80 m. 2013 belegte er bei den CARIFTA-Games in Nassau mit 17,23 m Platz vier im Kugelstoßen und gewann im Diskusbewerb mit 61,27 m erneut Gold. Zwei Jahre später gewann er bei den Panamerikanischen Spielen in Toronto mit 64,80 m die Goldmedaille vor dem Brasilianer Ronald Julião und dem US-Amerikaner Russell Winger. Damit qualifizierte er sich auch für die Weltmeisterschaften in Peking, bei denen er im Finale mit 64,22 m Platz sieben erreichte. 2016 qualifizierte er sich für die Olympischen Spiele in Rio de Janeiro, bei denen er mit 50,69 m in der Qualifikationsrunde ausschied. 2017 nahm er erneut an den Weltmeisterschaften in London teil und belegte im Finale mit 65,83 m Rang vier.
2018 nahm er zum ersten Mal an den Commonwealth Games im australischen Gold Coast teil und gewann dort mit neuem Meisterschaftsrekord von 68,20 m die Goldmedaille vor seinem Landsmann Traves Smikle und dem Zyprioten Apostolos Parellis. Außerdem nahm er nach drei Siegen in der Diamond League an deren Finale in Brüssel teil, wo er mit 68,67 m die Gesamtwertung und 50.000 US-Dollar Preisgeld gewann. Im August siegte er mit 68,47 m bei den NACAC-Meisterschaften in Toronto. Zum Saisonabschluss siegte er für das Team Amerika beim Continentalcup 2018. Am 16. Juni 2019 warf er in Rabat mit 70,78 m erstmals weiter als 70 Meter und schob sich damit auf Platz 19 der ewigen Bestenliste. Bei den Panamerikanischen Spielen 2019 in Lima gewann er mit 67,68 m wie schon 2015 die Goldmedaille. Er war damit ein Mitfavorit für die Weltmeisterschaften in Doha im September, bei denen er dann mit einer Weite von 66,94 m im Finale die Silbermedaille hinter dem Schweden Daniel Ståhl gewann. 2021 nahm er erneut an den Olympischen Spielen in Tokio teil, verpasste dort aber mit 62,91 m überraschend den Finaleinzug. Anschließend wurde er beim Memorial Van Damme mit 65,17 m Zweiter.
2022 gelangte er bei den Weltmeisterschaften in Eugene mit 64,58 m im Finale auf Rang neun und anschließend gewann er bei den NACAC-Meisterschaften in Freeport mit 62,79 m die Silbermedaille hinter seinem Landsmann Traves Smikle. Im Jahr darauf belegte er bei den Weltmeisterschaften in Budapest mit 66,72 m im Finale den fünften Platz und gewann dann im Oktober bei den Panamerikanischen Spielen in Santiago de Chile mit 61,25 m die Bronzemedaille hinter dem Chilenen Lucas Nervi und Mauricio Ortega aus Kolumbien.
In den Jahren von 2015 bis 2018 sowie 2021 wurde Dacres jamaikanischer Meister im Diskuswurf. Er studierte Soziologie an der University of the West Indies.

## Persönliche Bestleistungen
- Kugelstoßen: 20,46 m, 15. April 2017 in Kingston
- Diskuswurf: 70,78 m, 16. Juni 2019 in Rabat (jamaikanischer Rekord)